# 김상엽 (1975년)
김상엽(1975년 ~ )은 대한민국의 배우이다.

## 학력
- 서울예술대학교 연극영화학과 졸업

## 생애
1995년 KBS 한국방송공사 드라마 《신세대 보고 어른들은 몰라요》에 첫 출연하여 데뷔하였고 1998년 MBC 문화방송 27기 공채 탤런트로 정식 데뷔하였다.

## 출연작

### TV드라마
- 1995년 KBS1 청소년드라마 《신세대 보고 어른들은 몰라요》
- 1998년 MBC 농촌드라마 《전원일기》
- 1998년 MBC 일일연속극 《보고 또 보고》
- 1998년 MBC 일요아침드라마 《사랑밖엔 난 몰라》
- 1998년 MBC 일일시트콤 《남자 셋 여자 셋》
- 1998년 MBC 수목드라마 《해바라기》
- 1999년 MBC 월화드라마 《흐르는 것이 세월뿐이랴》
- 1999년 MBC 단막극 《MBC 베스트극장 - 우리 기쁜 크리스마스》
- 1999년 MBC 단막극 《MBC 베스트극장 - 아빠 애인의 남자친구》
- 1999년 MBC 주말연속극 《장미와 콩나물》
- 1999년 MBC 단막극 《MBC 베스트극장 - 애녹의 전성시대》
- 1999년 MBC 단막극 《MBC 베스트극장 - 첫사랑》
- 1999년 MBC 단막극 《MBC 베스트극장 - 남몰래 흐르는 눈물》
- 1999년 MBC 단막극 《MBC 베스트극장 - 굿바이 오드리 헵번》
- 1999년 MBC 일일연속극 《하나뿐인 당신》
- 1999년 MBC 아침드라마 《아름다운 선택》
- 1999년 MBC 단막극 《MBC 베스트극장 - 우리들이 사랑을 말할 때 하는 이야기》
- 1999년 MBC 수목드라마 《안녕 내 사랑》
- 1999년 MBC 주말연속극 《사랑해 당신을》
- 1999년 MBC 일일연속극 《날마다 행복해》
- 1999년 MBC 주말연속극 《남의 속도 모르고》
- 1999년 MBC 수목드라마 《햇빛속으로》
- 2000년 MBC 일요아침드라마 《눈으로 말해요》
- 2000년 MBC 월요시트콤 《세 친구》
- 2000년 MBC 수목드라마 《이브의 모든 것》
- 2000년 MBC 주말연속극 《사랑은 아무나 하나》
- 2000년 MBC 월화드라마 《뜨거운 것이 좋아》
- 2001년 MBC 일요아침드라마 《어쩌면 좋아》
- 2001년 MBC 일일연속극 《결혼의 법칙》
- 2001년 MBC 수목드라마 《네 자매 이야기》
- 2001년 MBC 수목드라마 《가을에 만난 남자》
- 2002년 MBC 아침드라마 《내 이름은 공주》
- 2002년 MBC 주말연속극 《그대를 알고부터》
- 2002년 MBC 수목드라마 《로망스》
- 2002년 MBC 주말연속극 《맹가네 전성시대》
- 2003년 SBS 주말특별기획드라마 《스크린》